# Westing (by musket and sextant)
Westing (by musket and sextant) è un album raccolta realizzato dal gruppo indie rock statunitense Pavement.
Pubblicato il 30 marzo del 1993 dall'etichetta discografica Drag City e poi distribuito in Europa attraverso la Big Cat, l'album raccoglie i singoli iniziali della band e i loro primi tre EP:  Slay Tracks (1933-1969), Demolition Plot J-7 e Perfect Sound Forever. Nella versione giapponese del disco venne inclusa anche la bonus track Greenlander.

## Tracce
1. You're Killing Me – 3:20
2. Box Elder – 2:26
3. Maybe Maybe – 2:14
4. She Believes – 3:02
5. Price Yeah! – 3:00
6. Forklift – 3:27
7. Spizzle Trunk – 1:23
8. Recorder Grot – 2:08
9. Internal K-Dart – 1:51
10. Perfect Depth – 2:43
11. Recorder Grot (Rally) – 0:21
12. Heckler Spray – 1:06
13. From Now On – 2:03
14. Angel Carver Blues / Mellow Jazz Docent – 2:30
15. Drive-by Fader – 0:28
16. Debris Slide – 1:56
17. Home – 2:23
18. Krell Vid-User – 1:26
19. Summer Babe (Winter Version) – 3:13
20. Mercy: The Laundromat – 1:39
21. Baptiss Blacktick – 2:03
22. My First Mine – 2:20
23. My Radio – 1:21

## Formazione
- Stephen Malkmus - voce, chitarra
- Scott Kannberg - chitarra, voce
- Mark Ibold - basso
- Gary Young - batteria
- Bob Nastanovich - percussioni